# 이정섭 (연출가)
이정섭(1970년 ~ )은 KBS 드라마본부의 프로듀서이다.

### 드라마
- 2005년 KBS1 저녁 일일연속극 《어여쁜 당신》 ... 연출
- 2006년 KBS2 단막극 《KBS 드라마시티 - 〈때밀이 넘버쓰리〉》 ... 기획
- 2006년 KBS2 단막극 《KBS 드라마시티 - 〈돌대가리 방정식〉》 ... 기획
- 2006년 KBS2 단막극 《KBS 드라마시티 - 〈돌대가리 이차방정식〉》 ... 기획
- 2007년 KBS2 수목 미니시리즈 《경성스캔들》 ... 기획
- 2007년 KBS2 단막극 《KBS 드라마시티 - 〈반가운 살인자〉》 ... 기획
- 2007년 KBS2 단막극 《KBS 드라마시티 - 〈고달픈 가족〉》 ... 기획
- 2007년 KBS2 단막극 《KBS 드라마시티 - 〈미치거나 사랑하거나〉》 ... 기획
- 2008년 KBS2 수목 미니시리즈 《쾌도 홍길동》 ... 연출
- 2008년 KBS2 8부작 수목 미니시리즈 《전설의 고향 - 오구도령》 ... 연출
- 2008년 KBS2 주말연속극 《내 사랑 금지옥엽》 ... 공동연출
- 2009년 KBS2 월화 미니시리즈 《천하무적 이평강》 ... 연출
- 2010년 KBS2 수목 특별기획 드라마 《제빵왕 김탁구》 ... 공동연출
- 2011년 KBS2 월화 미니시리즈 《영광의 재인》 ... 공동연출
- 2012년 KBS2 단막극 《KBS 드라마 스페셜 〈칼잡이 이발사〉》 ... 연출
- 2012년 KBS2 월화 미니시리즈 《울랄라 부부》 ... 연출
- 2013년 KBS2 단막극 《KBS 드라마스페셜 - 〈내 낡은 지갑 속의 기억〉》 ... 연출
- 2013년 KBS2 단막극 《KBS 드라마스페셜 - 〈기묘한 동거〉》 ... 연출
- 2014년 KBS2 단막극 《KBS 드라마스페셜 - 〈들었다 놨다〉》 ... 연출
- 2014년 KBS2 월화 미니시리즈 《힐러》 ... 공동연출
- 2016년 KBS2 월화 미니시리즈 《동네변호사 조들호》 ... 연출
- 2017년 KBS2 수목 미니시리즈 《7일의 왕비》 ... 연출
- 2019년 KBS2 수목 미니시리즈 《단, 하나의 사랑》 ... 연출
- 2021년 KBS2 수목 미니시리즈 《달리와 감자탕》 ... 연출
- 2024년 KBS2 월화 미니시리즈 《환상연가》 ... 연출

## 수상 경력
- 2008년 로마픽션페스티벌 미니시리즈 부문 최우수 작품상 (쾌도 홍길동)
- 2010년 제5회 코리아 드라마 어워즈 연속극 부문 연출상 (제빵왕 김탁구)
- 2011년 제47회 백상예술대상 TV부문 연출상 (제빵왕 김탁구)